# Ampelosaurus atacis
L'ampelosauro (Ampelosaurus atacis) è un dinosauro erbivoro appartenente ai sauropodi. Visse nel Cretaceo superiore (Maastrichtiano, circa 70 milioni di anni fa) e i suoi resti sono stati ritrovati in Europa (Francia). 

## Descrizione
I resti fossili sono abbastanza completi da permettere una ricostruzione di questo animale: come la maggior parte dei sauropodi, questo dinosauro possedeva collo e coda lunghi e un corpo dalla struttura massiccia, ma una sua caratteristica era la presenza di un'armatura costituita da placche ossee immerse nella pelle (osteodermi). La lunghezza dell'intero animale doveva raggiungere i 15 metri.

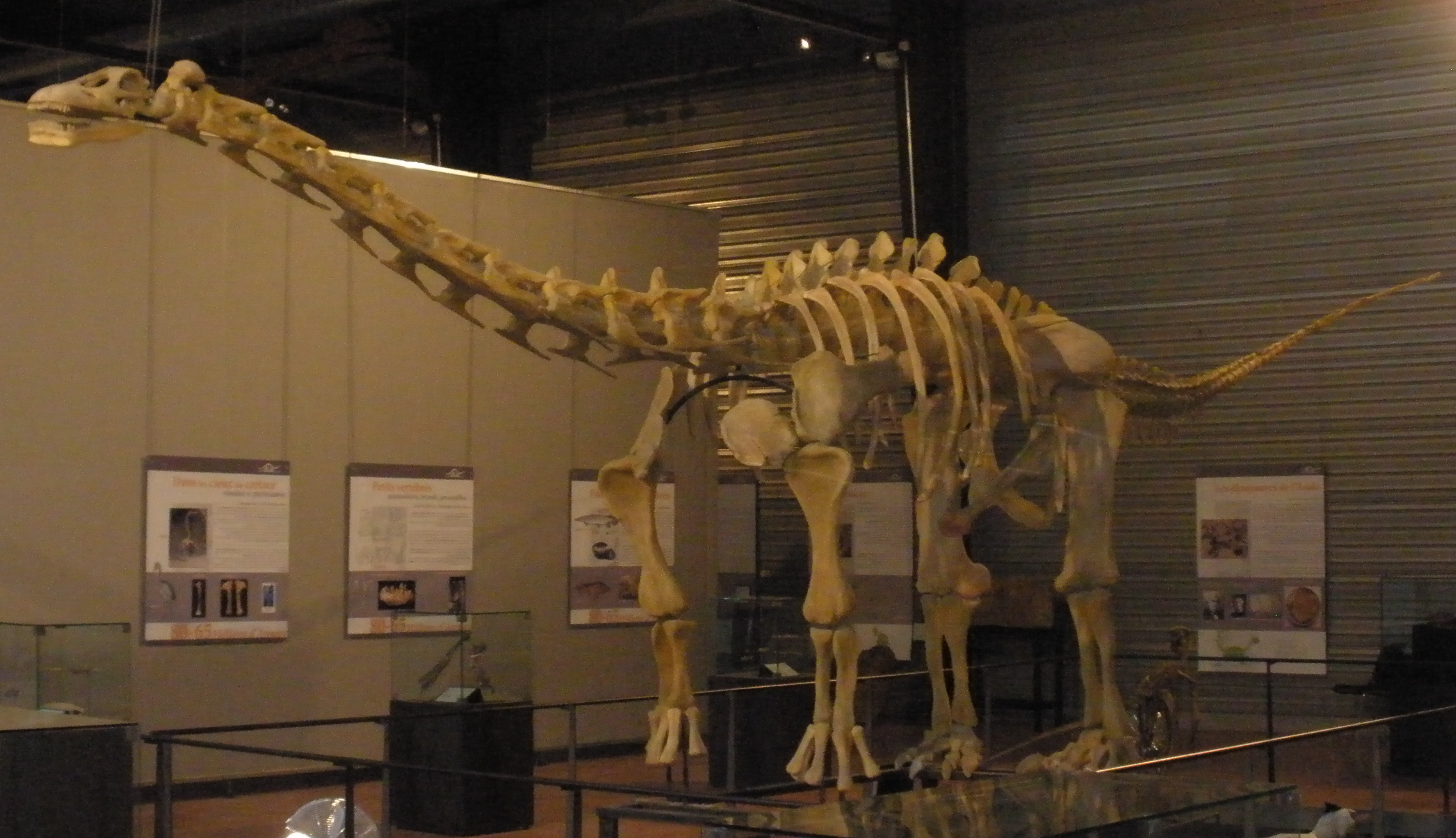
Scheletro ricostruito di Ampelosaurus atacis

## Scoperta dei fossili
I primi fossili di Ampelosaurus vennero ritrovati nei pressi del comune di Campagne-sur-Aude nel dipartimento dell'Aude, in Francia, nel 1989. I resti includevano numerose vertebre del dorso e della coda, alcune ossa delle zampe, un dente e quattro osteodermi di differenti dimensioni; le varie ossa appartenevano a diversi esemplari. La descrizione formale avvenne solo nel 1995. Successivamente numerosi altri resti sono stati dissotterrati, tra cui uno scheletro quasi completo con tanto di cranio. 

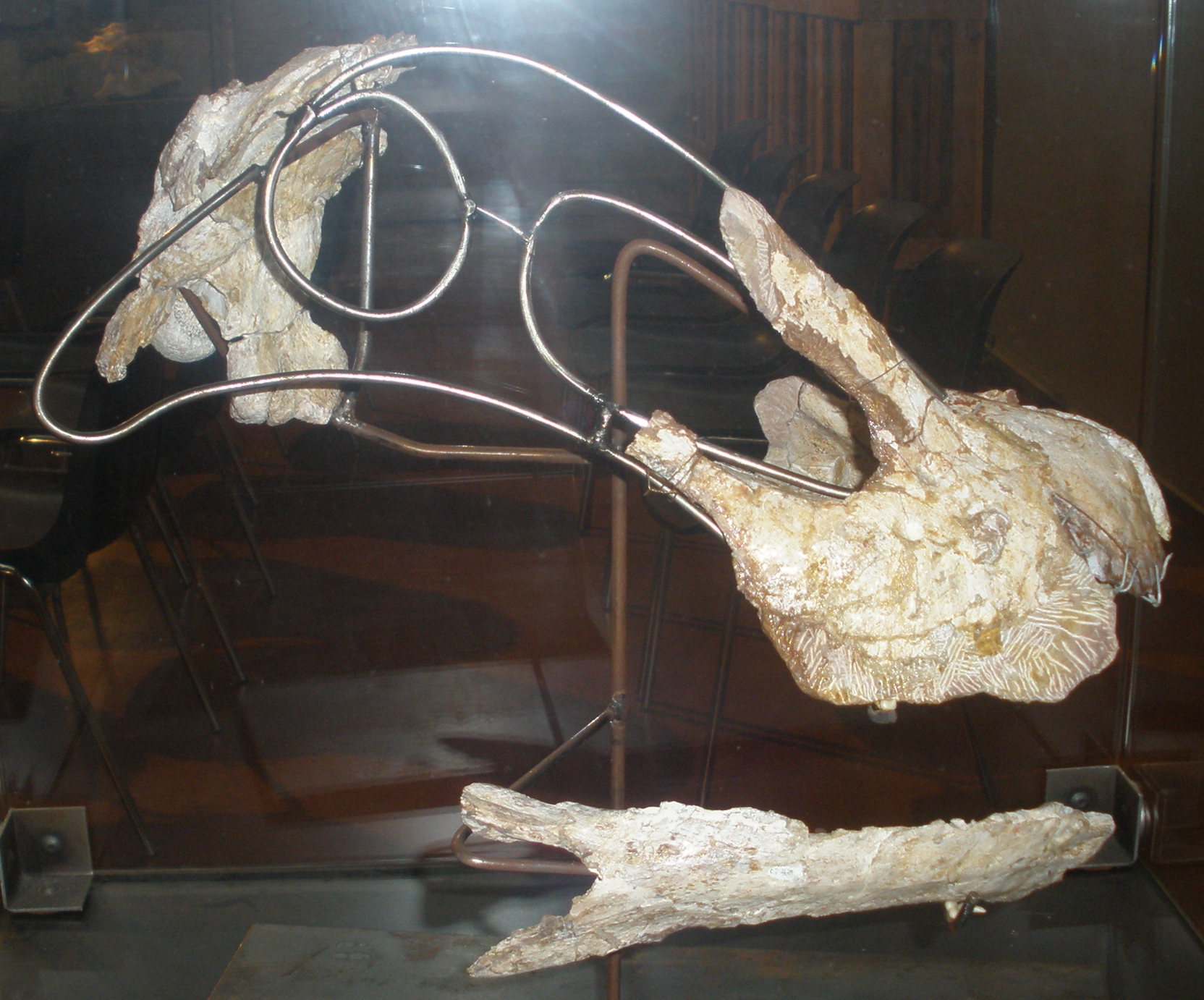
Cranio di Ampelosaurus atacis

## Classificazione
Le caratteristiche delle vertebre caudali e la presenza di osteodermi indicano che Ampelosaurus apparteneva ai Lithostrotia, un gruppo di sauropodi titanosauri evoluti, che comprendeva anche Saltasaurus e Alamosaurus. In ogni caso, Ampelosaurus non è mai stato inserito in un'analisi cladistica e le sue esatte parentele non sono chiare. 

## Significato del nome
Il nome Ampelosaurus deriva dal greco "ampelos" (vigna) e "sauros" (lucertola), ovvero "lucertola delle vigne". Il nome è dovuto al fatto che i fossili vennero scoperti in una regione ricca di vigneti nel sud della Francia. L'epiteto specifico, atacis, deriva dal fiume Aude (Atax in latino) che scorre nei pressi del ritrovamento. 

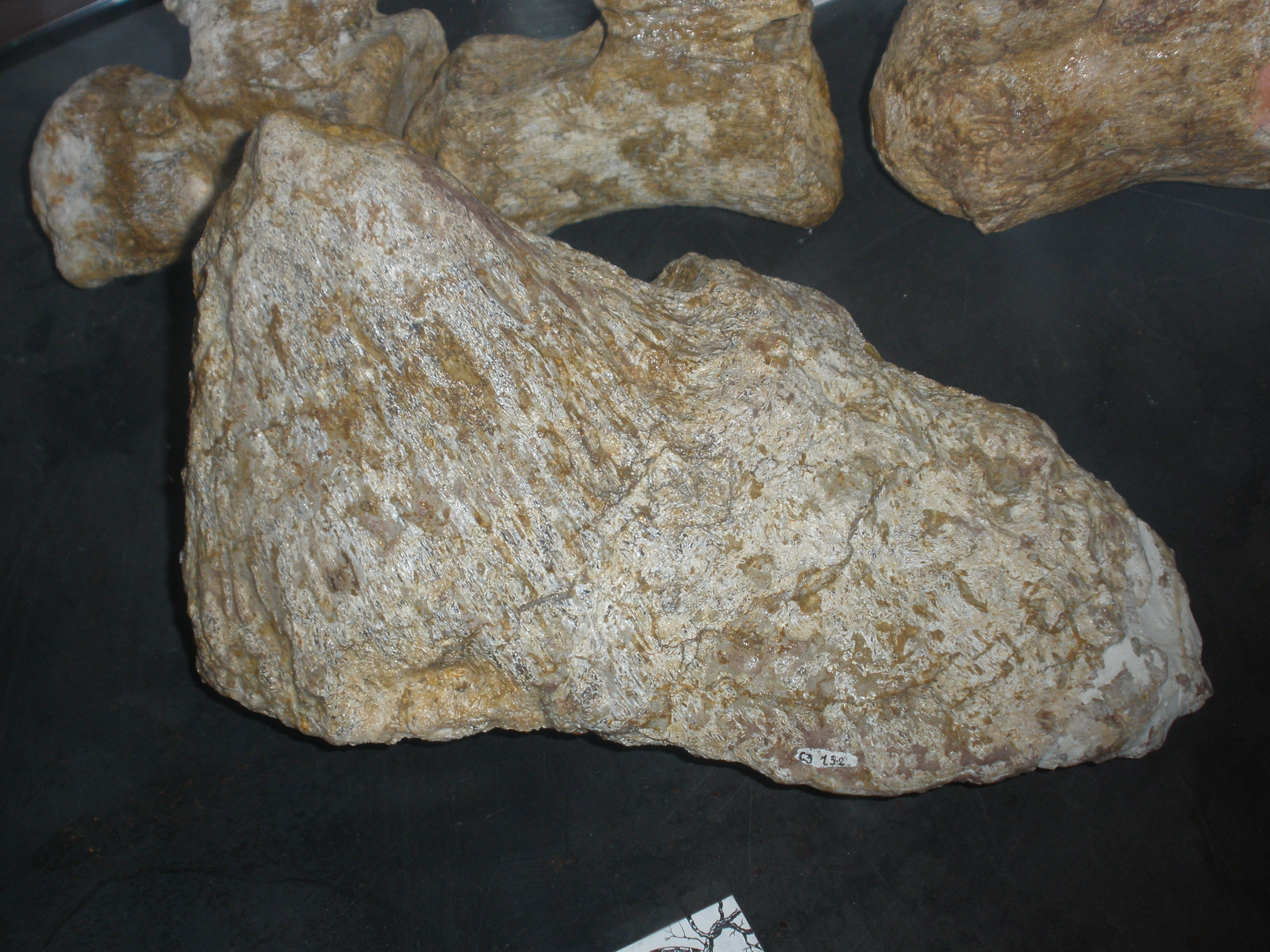
Osteoderma di Ampelosaurus atacis

## Paleogeografia
I sedimenti in cui è stato ritrovato Ampelosaurus indicano che nel Maastrichtiano inferiore, circa 70 milioni di anni fa, era presente un'antica pianura alluvionale con numerosi canali fluviali. 
Ampelosaurus è il sauropode meglio conosciuto del Cretaceo europeo; tra gli altri sauropodi del Cretaceo superiore, tutti appartenenti al gruppo dei titanosauri, da ricordare anche Hypselosaurus (a cui sono state attribuite uova fossili), il piccolo Magyarosaurus, Atsinganosaurus e Lirainosaurus. Nonostante la maggior parte dei titanosauri sia stata rinvenuta nei continenti meridionali (che un tempo facevano parte del Gondwana), alcune specie evolute sono note da sedimenti del Maastrichtiano nell'emisfero settentrionale, tra cui Alamosaurus in Nordamerica e Opisthocoelicaudia in Asia. Ciò starebbe a indicare che vi fu uno scambio faunistico almeno intermittente tra i continenti settentrionali e quelli meridionali. L'Europa, allora costituita da isole, potrebbe aver funzionato da "ponte". Questa ipotesi sembrerebbe corroborata dal ritrovamento in Francia di Tarascosaurus, un teropode appartenente a un gruppo tipicamente "meridionale", gli abelisauri.  